# 劉永祚 (崇禎恩貢)
劉永祚（1588年—1646年），字叔遠，號宛穀。南直隸常州府武進縣（今屬江蘇省常州市武進區）人，明末政治人物。

## 生平
天啟四年（1624年）甲子科南直隸鄉試副榜。
崇禎三年（1630年）庚午科北直隸副榜。
十一年（1638年）：獲選恩貢，授浙江紹興府嵊縣知縣。敕授文林郎。
嵊縣居民風俗多訴訟、多盜匪，永祚努力撫循，講鄉約、明教化，民風為之一變。嵊縣原有額定運米量五千餘石，因地形困難，須翻山越嶺後再海運，縣民負擔極大，永祚親自拜訪上級官員，長跪涕泣才獲准改為折色。郊外有一座南橋，長二里，常被山洪沖壞，永祚捐出俸祿修築加固。建小学于城隍庙西，兼祀朱文公，曾聘布衣尹南庸、张仲远为师。
升廣西太平府養利州知州。養利州常有越南交趾番民犯境，永祚就任知州後整肅而番人不敢再侵犯。
升福建興化府同知。
十六年（1643年），升福建興化府知府。誥授中順大夫。興化府境有海盜聚於海中，福建巡撫張肯堂檄令永祚率兵進勦，擒獲海盜首領曾旺。仙遊縣賊寇起，再檄令永祚擊破之。
順治三年（1646年）清軍入閩，攻入興化府城，永祚仰藥自殺，年五十九歲。有誥敕二道。崇祀名宦祠。
乾隆四十一年（1776年）奉旨賜諡節愍。

## 家族
劉永祚為武進西營劉氏第九世。
- 祖父：劉應時。歲貢生，五舉鄉飲大賓。
- 父：劉純仁。萬曆二十年進士。
- 兄弟：劉熙祚、劉綿祚。
- 從弟：劉光斗、劉漢卿。
- 好友：劉宗周[5]。
- 姻婭：毛毓祥。
- 女婿：毛羽皇。

### 妻妾
- 正室：宋氏，誥封恭人。萬曆十六年舉人、教諭宋雲龍之女。
- 側室：樊氏。

### 子女
- 嗣子：劉恆立（1616年－1686年），兄劉綿祚三子。邑庠生。
- 長子：劉震修（1640年－1707年），樊氏所生。恩廕生。娶崇禎十年進士毛毓祥之女。

- 長女，適庠生吳繼曾。
- 次女，適庠生徐澄之。
- 三女，適崇禎十六年進士毛羽皇。
- 四女，適朱某[6]。